# 시크릿 부티크
《시크릿 부티크》는 2019년 9월 18일부터 2019년 11월 28일까지 방송했던 SBS 수목 드라마로 재벌가의 권력 다툼과 복수에 여성 캐릭터를 전면에 내세웠다.

## 프로그램 소개
국제 도시 개발 게이트를 둘러싸고 권력, 복수, 생존을 위한 파워 게임을 벌이는 여인들의 이야기를 담은 드라마

## 등장 인물

### 주요 인물
- 김선아 : 제니 장 / 장도영 역 (아역 : 박서경, 정다은) - 39세. J부티크의 대표.
- 장미희 : 김여옥 역 - 66세. ㈜데오그룹의 총수. ㈜데오재단의 회장
- 박희본 : 위예남 역 (아역 : 조민아) - 39세. 데오가의 장녀. ㈜데오재단 전무. ㈜데오코스메틱 대표
- 고민시 : 이현지 역 - 25세. 프로보다 뛰어난 아마추어 바둑기사. 주현의 딸
- 김재영 : 윤선우 역 (아역 : 이시우) - 33세. J부티크 측근 변호사
- 김태훈 : 위정혁 역 (아역 : 박준혁,유정우) - 41세. 데오가의 장남. 데오호텔 대표

### 데오그룹
- 류원 : 위예은 역 - 32세. 데오가의 차녀. J부티크 직원으로 로스쿨 재학 중
- 류승수 : 차승재 역 - 41세. 예남의 남편, 여옥의 맏사위로 융천검찰청 특수부 부장
- 한정수 : 황 집사 역 - 54세. 데오가의 집사
- 김영아 : 미세스 왕 역 - 50세. 데오가의 총괄 메이드
- 여무영 : 위동섭 역 - 여옥의 시아버지이자 ㈜데오그룹 초대 회장
- 박병호 : 운산스님 역 - 71세. 위동섭의 동생. 스님
- 김소영 : 차수빈 역 - 예남의 딸

### 융천시청 및 시의회
- 김법래 : 도준섭 역 - 53세. 욕심이 많고 변덕이 들끓는 사람으로, 자잘한 사고도 많이 치는 약점 많은 사람이지만 뻔뻔하기로 일등인 인물
- 주석태 : 오태석 역 - 44세. 융천경찰청 정보과장. 융천시청으로 파견근무를 하게 되는 인물. 요트 위에서 주현의 머리를 쇠파이프로 가격한 뒤 도망침
- 장률 : 이주호 역 - 48세. 융천시 시의회 도시계획의원

### 현지네 가족들
- 장영남 : 박주현 역 - 50세. 현지의 어머니. 서울 선능지구대 경위. 태석에 의해 쇠파이프로 머리를 맞아 사망할 뻔
- 윤지인 : 김미진 역 - 38세. 현지의 부양가족 No'1
- 최동화 : 예준 역 - 11세. 현지의 부양가족 No'2, 미진의 아들

### 그 외 인물
- 임철형 : 조양오 역 - ㈜양오유통 사장. 조폭두목. 융천 토박이
- 정욱진 : 이상훈 역 - 시한부의 인생을 살고 있는 의사
- 송지우 : 윤혜라 역 - 가출소녀. 아르바이트 도우미
- 박재준 : 장도윤 역 - 11세. 도영(제니 장)의 동생. 시한부 인생을 살고 있다
- 박정학 : 최석훈 역 - ㈜조광그룹 부회장
- 김성현 : 20세 정혁 역

### 아역들
- 박서경 : 10살 시절의 장도영(훗날 제니 장이 되는 인물)
- 정다은 : 19살 시절의 장도영(훗날 제니 장이 되는 인물)
- 조민아 : 19살 시절의 위예남
- 유정우 : 21세 시절의 위정혁
- 박준혁: 12세 시절의 위정혁

## 촬영지
- 바람의 언덕
- 장승포항
- 거붕백병원 - 세진종합병원
- 삼각백빈건널목
- 고령산 보광사
- 시우식당
- 구 성동구치소
- 장사도 해상공원
- 빌라드베일리(J부티크)
- 에이와이라운지
- 재능문화센터
- 옥련시장
- 그레이스케일커피
- 쿠키프렌즈카페
- 반포대교
- 하영호 신촌 설농탕
- 대룡시장
- 테리토리
- 인천항크루즈터미널

## 시청률
최저 시청률과 최고 시청률은 시청률 조사회사와 지역별로 시청률에 차이가 있을 수 있습니다.
| 2019년      | 2019년      | 2019년      | 2019년     | 2019년     |
| 회차        | 방송일      | TNmS 시청률 | AGB 시청률 | AGB 시청률 |
| 회차        | 방송일      | 한국(전국)  | 한국(전국) | 수도권     |
| ----------- | ----------- | ----------- | ---------- | ---------- |
| 제1회       | 9월 18일    | 3.8%        | 3.8%       | %          |
| 제1회       | 9월 18일    | 4.3%        | 4.6%       | 4.9%       |
| 제2회       | 9월 19일    | %           | 4.3%       | %          |
| 제2회       | 9월 19일    | %           | 4.5%       | 5.0%       |
| 제3회       | 9월 25일    | 3.8%        | 4.4%       | %          |
| 제3회       | 9월 25일    | 4.1%        | 5.0%       | 4.8%       |
| 제4회       | 9월 26일    | 5.1%        | 4.9%       | 4.6%       |
| 제4회       | 9월 26일    | 5.3%        | 4.9%       | 4.8%       |
| 제5회       | 10월 2일    | %           | 4.6%       | 4.6%       |
| 제5회       | 10월 2일    | %           | 5.3%       | 5.3%       |
| 제6회       | 10월 3일    | %           | 5.4%       | 5.2%       |
| 제6회       | 10월 3일    | %           | 5.8%       | 5.7%       |
| 제7회       | 10월 9일    | 5.2%        | 4.1%       | %          |
| 제7회       | 10월 9일    | 6.1%        | 5.0%       | 5.1%       |
| 제8회       | 10월 16일   | %           | 4.2%       | %          |
| 제8회       | 10월 16일   | 4.7%        | 5.4%       | 5.0%       |
| 제9회       | 10월 24일   | 5.0%        | 4.3%       | 4.9%       |
| 제9회       | 10월 24일   | 2.8%        | 4.0%       | 4.6%       |
| 제10회      | 10월 30일   | 3.5%        | 3.1%       | %          |
| 제10회      | 10월 30일   | 3.8%        | 3.6%       | %          |
| 제11회      | 10월 31일   | %           | 3.8%       | %          |
| 제11회      | 10월 31일   | %           | 4.0%       | 4.5%       |
| 제12회      | 11월 13일   | %           | 2.8%       | %          |
| 제12회      | 11월 13일   | %           | 3.2%       | %          |
| 제13회      | 11월 14일   | %           | 3.2%       | %          |
| 제13회      | 11월 14일   | %           | 3.5%       | %          |
| 제14회      | 11월 20일   | %           | 2.5%       | %          |
| 제14회      | 11월 20일   | %           | 3.0%       | %          |
| 제15회      | 11월 27일   | 3.7%        | 4.6%       | %          |
| 제15회      | 11월 27일   | 4.0%        | 5.2%       | 6.0%       |
| 제16회      | 11월 28일   | 5.6%        | 5.5%       | 5.7%       |
| 제16회      | 11월 28일   | 5.8%        | 6.0%       | 6.1%       |
| 평균 시청률 | 평균 시청률 |             | 4.3%       |            |

## 결방
- 2019년 10월 10일 : SBS 스포츠 《2019 KBO리그 준플레이오프 4차전 키움 히어로즈 VS LG 트윈스》 중계방송으로 인한 결방.
- 2019년 10월 17일 : SBS 스포츠 《2019 KBO리그 플레이오프 3차전 SK 와이번스 VS 키움 히어로즈》 중계방송으로 인한 결방.
- 2019년 10월 23일 : SBS 스포츠 《2019 KBO리그 한국 시리즈 2차전 키움 히어로즈 VS 두산 베어스》 중계방송으로 인한 결방.
- 2019년 11월 6일 : WBSC 프리미어 12 대한민국 VS 호주 중계방송으로 인한 결방.
- 2019년 11월 7일 : WBSC 프리미어 12 대한민국 VS 캐나다 중계방송으로 인한 결방.
- 2019년 11월 21일 : 제40회 청룡영화상 시상식 중계방송으로 인한 결방.

## 수상
- 2019 SBS 연기대상 미니 시리즈 부문 여자 신인상 - 고민시

## 참고 사항
- 김여옥 역에는 당초 이미숙이 낙점됐으나[3] 하차했고 대신 장미희가 캐스팅됐다.
- 스포츠, 시상식 중계 관계로 6회나 결방돼 시청자들의 아쉬움을 샀다.[4]
- 강약 조절 없이 강강강강으로만 이어진 스토리는 피로도를 낳았으며 출연진들이 치고 빠지는 호흡보다는 각자의 카리스마를 발산하는데 주력했다는 혹평이 있었다.[5]

## 같이 보기
- 대한민국의 텔레비전 드라마 목록 (ㅅ)
- 2019년 대한민국의 텔레비전 드라마 목록